# Sovizzo
Sovizzo (venetisch Soviso, deutsches Exonym Unterwiese) ist eine italienische Gemeinde (comune) mit 7427 Einwohnern (Stand 31. Dezember 2023) in der Provinz Vicenza,   Region Venetien. 

## Geographie
Die Gemeinde liegt etwa 8 Kilometer westsüdwestlich der Provinzhauptstadt Vicenza auf einer Höhe von 44 m s.l.m. an den südöstlichen Ausläufern der Lessinschen Alpen am Lauf des Torrente Onte.

## Geschichte
In Sovizzo wurde Anfang der 1990er Jahre ein etwa 5000 Jahre alter Kult- und Grabplatz aus der Kupfersteinzeit entdeckt. Im Januar 2024 wurde die bis dahin eigenständige Gemeinde Gambugliano nach Sovizzo eingemeindet. Dadurch vergrößerte sich die Fläche der Gemeinde um 7,95 km².

## Verkehr
Südlich der Gemeinde verläuft die Strada Regionale 11 Padana Superiore.

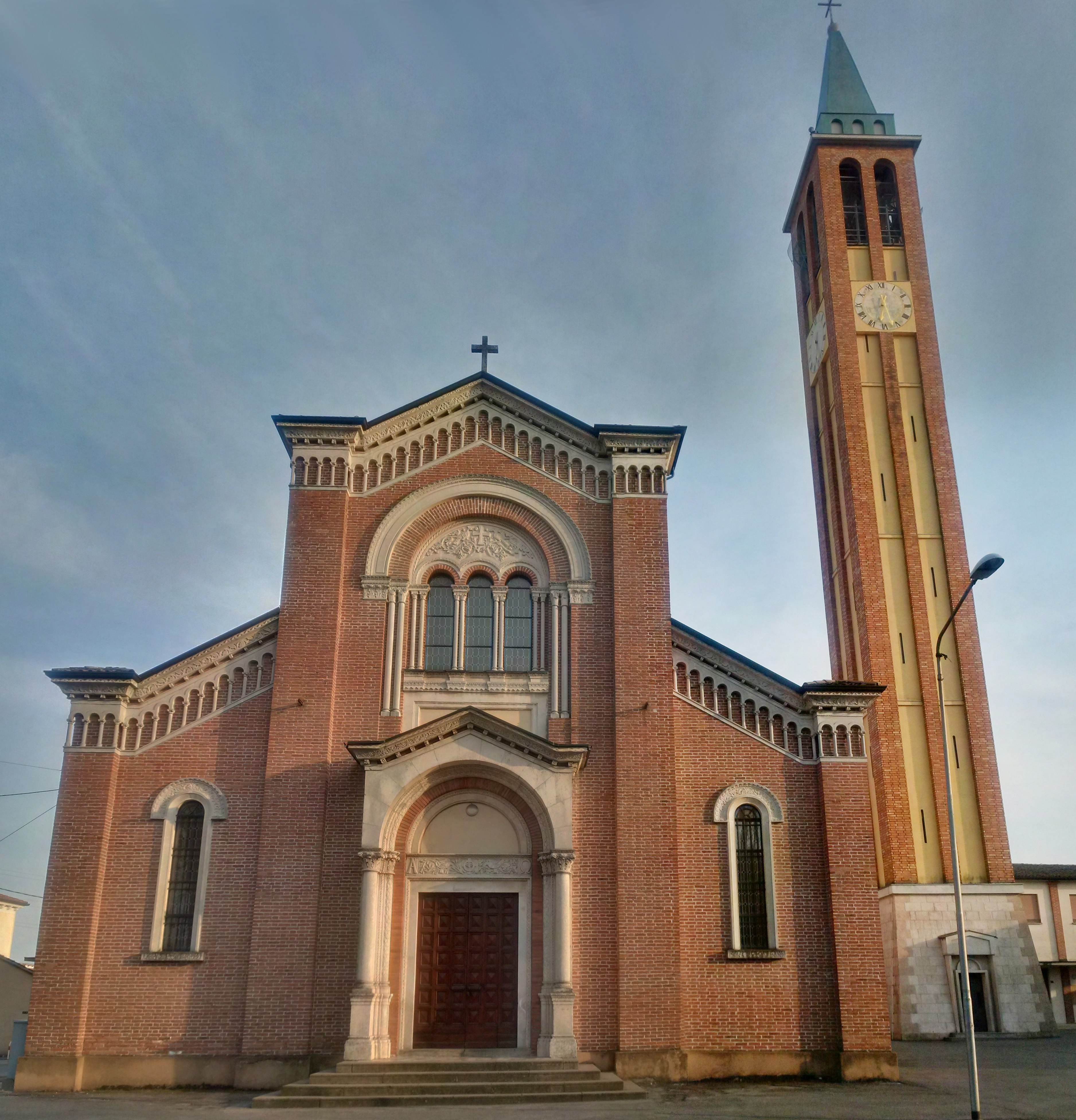
Pfarrkirche Santa Maria Assunta
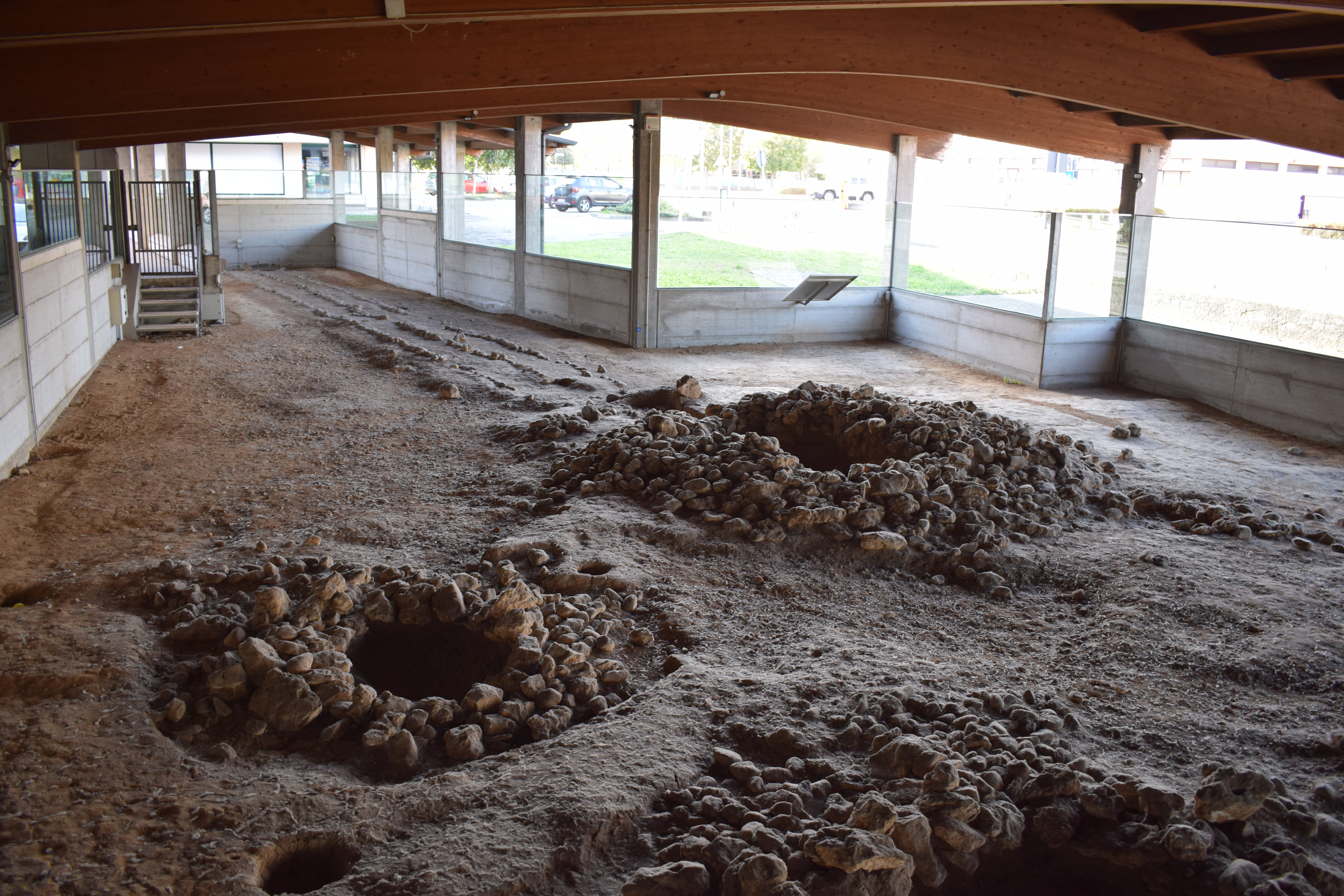
Archäologischer Fundplatz Sovizzo
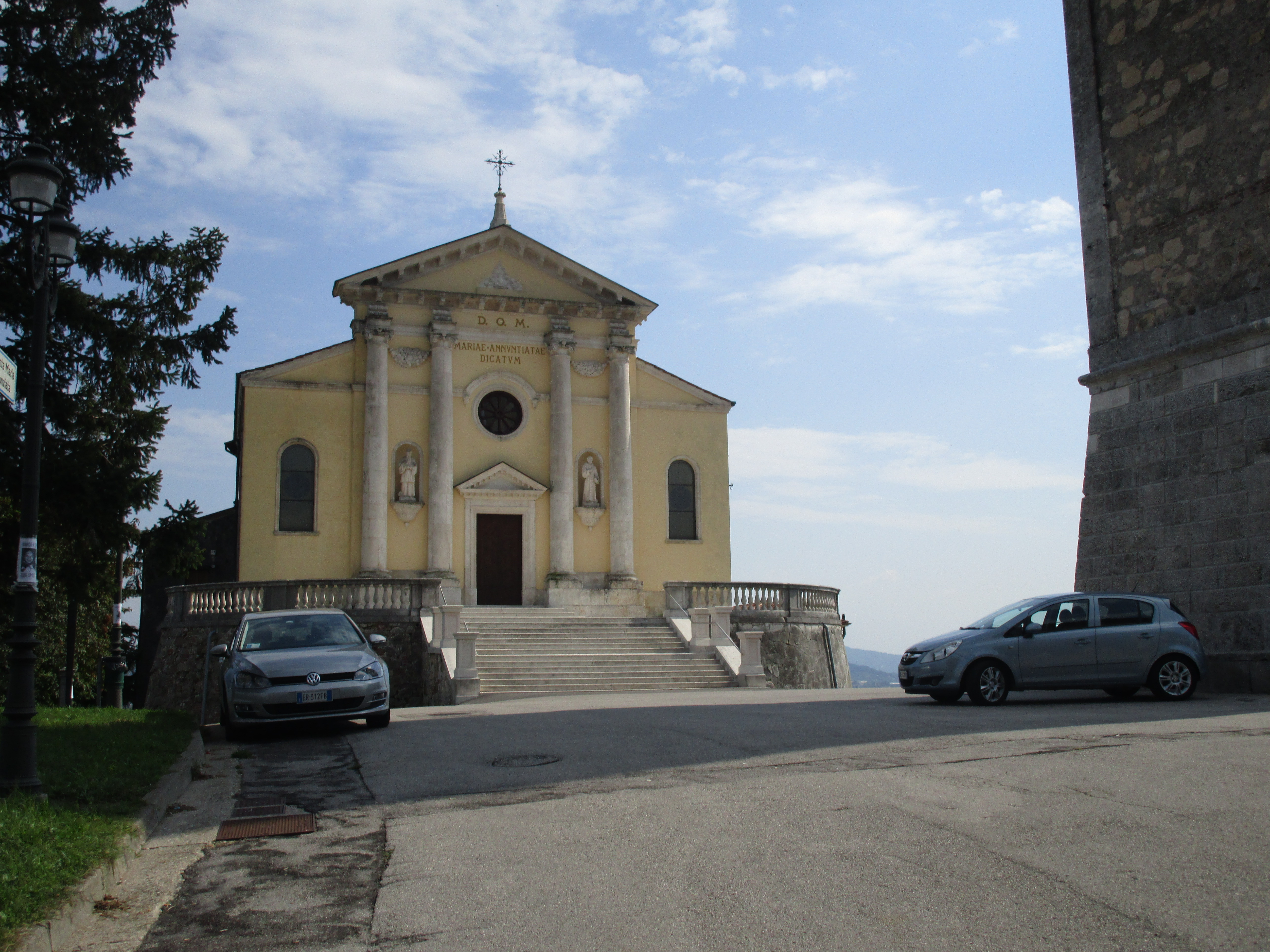
Kirche Santa Maria Annunziata im Ortsteil Colle